# Ralph Polson
Ralph Mathewson Polson (Riverside, 26 ottobre 1929 – 6 maggio 2022) è stato un cestista statunitense, professionista nella NBA e nella ABL.

## Carriera
È stato selezionato dai New York Knicks al primo giro del Draft NBA 1952 (5ª scelta assoluta).